# 페트르 차야네크
페트르 차야네크(체코어: Petr Čajánek, 1975년 8월 18일~)는 체코의 은퇴한 아이스하키 선수로 포지션은 센터와 라이트윙이다. 체코 엑스트랄리가의 HC 즐린에서 선수 생활을 시작하여 내셔널 하키 리그(NHL)의 세인트루이스 블루스에서 활약했다.
국제 대회에서는 체코 아이스하키 국가대표팀 소속으로 참가했으며, 1995년부터 2010년까지 153경기에 출전했다. 올림픽에 3회 출전하여 2006년 동계 올림픽에서 동메달을 획득하였으며, 세계 선수권 대회에서 3회 우승을 차지했다.